# الحويز القبلي
الحويز القبلي أو الحويز القبلي الفوقاني، قرية تقع في شمال سوريا، وتتبع إداريًا ناحية قلعة المضيق في منطقة السقيلبية في محافظة حماة. بلغ عدد سكانها 2395 نسمة في عام 2004 حسب بيانات المكتب المركزي للإحصاء، وجل سكانها من المسلمين السُّنة.

## التاريخ
في يوم 6 تشرين أول (أكتوبر) 2012، تعرَّضت الحويز إلى قصف مدفعي عنيف من قبل قوات نظام الأسد استهدف منازل المدنيين في القرية، ما أدى إلى حركة نزوح شديدة للأهالي.
وفي 23 شباط (فبراير) 2015، وثِّقَ إلقاء طيران الأسد المروحي براميل متفجرة على القرية.

## وصلات خارجية
- الوحدات الإدارية في محافظة حماة